# 猿人ジョー・ヤング
『猿人ジョー・ヤング』（えんじんジョー・ヤング、原題：Mighty Joe Young）は、1949年のアメリカ合衆国のファンタジー映画。
プロデューサー・原案はメリアン・C・クーパー、監督はアーネスト・シュードサック、脚本はルース・ローズが務めるなど、『キング・コング』（1933年）のスタッフが再集結して製作された。ロバート・アームストロング、テリー・ムーア、ベン・ジョンソンが出演しており、アニメーション効果はレイ・ハリーハウゼン、ピート・ピーターソン、マルセル・デルガドが手掛けた。
当時としては最高峰の特撮技術が駆使され、1949年度のアカデミー視覚効果賞を受賞している。1998年には『マイティ・ジョー』というタイトルでリメイク版が製作された。

## ストーリー
アフリカのコンゴにて父親と暮らす白人少女ジルは、一頭の仔ゴリラをジョーと名付けて可愛がり、育てていた。10年後、ナイトクラブの経営者オハラは身長3メートルの大ゴリラへ育ったジョーと出会い、美しい女性へ成長したジル共々アメリカへ招いて興行を打とうと画策、移住させる。彼らのステージは人気となるが、故郷とは異なる環境下でストレスを溜めていくジョー。ある日のショーに訪れた酔客の暴挙に怒ったジョーは、大騒動を巻き起こす。

## キャスト
| 役名                       | 俳優                       | 日本語吹き替え | 日本語吹き替え |
| 役名                       | 俳優                       | NHK版          | 東京12ch版     |
| -------------------------- | -------------------------- | -------------- | -------------- |
| ジル・ヤング               | テリー・ムーア             | 藤巻桂子       | 芳賀蓉子       |
| グレッグ                   | ベン・ジョンソン           | 石原良         | 八奈見乗児     |
| マックス・オハラ           | ロバート・アームストロング | 寄山弘         |                |
| ウィンディ                 | フランク・マクヒュー       |                |                |
| スミス                     | ポール・ギルフォイル       |                |                |
| ジョー（ジョセフ）・ヤング | ジョー（ジョセフ）・ヤング | 野々村潔       |                |

- NHK版：初回放送1962年2月22日『劇映画』19:30-21:00
- 東京12ch版：初回放送1968年5月20日

## 製作
『キング・コング』でアニメーション製作を手掛けたウィリス・オブライエンは、『猿人ジョー・ヤング』ではストップモーション・アニメーションの特殊効果スーパーバイザーを務めた。また、レイ・ハリーハウゼンはオブライエンのアシスタント・アニメーターとして『猿人ジョー・ヤング』で初めて映画製作に参加することになった。しかし、オブライエンは製作における技術的問題の解決に専念したため、アニメーション製作のほとんどをハリーハウゼンに委ねた。ハリーハウゼンの他にピート・ピーターソンとマルセル・デルガドもいくつかのアニメーションシークエンスを手掛けている。
デルガドが手掛けたジョーの模型やアニメーションは『キング・コング』のものよりも洗練されており、より細かいジェスチャーや、トラックの荷台に乗ったジョーが追手に唾を吐くシーンなどのコメディ要素が盛り込まれた。一方で『キング・コング』の時と同様にジョーの大きさについての問題が発生しており、体長10から12フィートのジョーは多くのシーンで大きさが変化している。ハリーハウゼンによると、これはプロデューサーのメリアン・C・クーパーがドラマティックな効果を狙いジョーの大きさを変えるように指示したためではないかと推測している。

## 評価
RKOは1933年の『キング・コング』のヒットや1938年、1942年、1946年の再上映で収益を上げていたことから『猿人ジョー・ヤング』に大きな期待を寄せていた。『猿人ジョー・ヤング』はアカデミー視覚効果賞を受賞したものの、興行的には失敗して67万5000ドルの損失を出している。この結果により、当初企画されていた続編『Joe Meets Tarzan』の製作は中止となった。
トーマス・M・プライヤーはニューヨーク・タイムズに批評を寄稿し、クーパーとアーネスト・シュードサックについて「世界中の人々にこの怪物のような機械のゴリラを愛してもらうか、少なくとも深い共感を持ってもらおうと努力している」と批評した。バラエティ誌では「『猿人ジョー・ヤング』は笑って楽しめる作品であり、豊富なユーモアや真のヒーローとなったロボットゴリラが登場する。ウィリス・オブライエンとレイ・ハリーハウゼンに率いられた大勢の専門スタッフの技術力が、このロボットに命を与えている」と批評している。